# Edward Kennedy
Edward Moore (Ted) Kennedy (Boston, Massachusetts, 1932. február 22. – Hyannis Port, Massachusetts, 2009. augusztus 25.) amerikai politikus, szenátor. A Demokrata Párt egyik vezető személyisége volt. 1962-es megválasztásától haláláig képviselte Massachusetts államot az Amerikai Egyesült Államok Szenátusában.
Kennedy családja az amerikai politikai arisztokrácia része. Ted Kennedy apai nagyapja a massachusettsi törvényhozásban volt képviselő, anyai nagyapja Boston polgármestere volt. Apja londoni nagykövet volt a második világháború elején. Bátyja, John, elnök, másik bátyja, Robert igazságügyminiszter volt, de mindketten szenátorként is szolgáltak. Patrick fia a szövetségi alsóházban képviselte Rhode Island államot.
Edward Kennedy elvégezte a Harvard Egyetemet, azután a Virginiai Egyetemen jogi diplomát szerzett, majd politikai pályára lépett. Ígéretes karrierjét visszavetette, hogy halálos autóbalesetet okozott, amiért a bíróság is elmarasztalta.
Kennedy kétszer házasodott. Első házasságából – amely válással végződött – egy lánya és két fia született. Második házasságából nem született gyermek.

## Élete
Edward Kennedy John Fitzgerald Kennedy elnök és Robert F. Kennedy szenátor, igazságügyminiszter öccse volt, egy kilenc gyermekes, jómódú ír katolikus család legfiatalabb tagja. Apja, Joseph Kennedy, az Egyesült államok londoni nagykövete volt a második világháború kezdetén. Anyja, Rose Kennedy, John Fitzgerald bostoni polgármester lánya volt. Legidősebb bátyja, Joseph, a haditengerészetnél szolgált pilótaként, és 1944-ben vesztette életét a normandiai partraszállást követő harcokban.

John, Robert és Ted Kennedy, 1960 körül

Kennedy a Milton Academy nevű, Boston melletti magániskolában végezte el a gimnáziumot, majd 1950-ben – bátyjaihoz hasonlóan – felvételt nyert a Harvard Egyetemre. Innen azonban még az első év végén kizárták, mert csalt az egyik vizsgáján. Az egyetem megadta a visszatérés lehetőségét, amennyiben a vétkes diák két évi próbaidő alatt jó magaviseletet tanúsított. Kennedy ezért jelentkezett a hadseregbe, ahol apja segítségével Párizsba került a szövetséges főhadiszállás őrszemélyzetébe (elkerülve így, hogy a koreai háborúban kelljen harcolnia). Miután leszerelt, 1952-ben visszatért a Harvardra; itt 1956-ban végzett. Ezután rövid ideig Belgiumban tanult, majd a Virginiai Egyetemen szerzett jogi diplomát 1959-ben.
A következő másfél évben bátyja elnökválasztási kampányában dolgozott. Amikor John elnök lett, megüresedett a massachusettsi szenátori helye, amelyet a család a magáénak tekintett. Robert, a második legidősebb élő Kennedy-fivér, igazságügyminiszter lett bátyja kabinettjében, így Edward lett volna soron, ő azonban még nem érte el az alkotmányban előírt harminc éves minimális életkort. A befolyásos család ezért úgy intézte, hogy a kormányzó barátjukat, Benjamin A. Smitht nevezze ki szenátornak az 1962-es időközi választásokig – amikorra Ted Kennedy már betöltötte a 30 évet. A közben eltelt két évben Ted Kennedy helyettes ügyészként dolgozott Bostonban. Tekintettel vagyonos körülményeire, lemondott az ötezer dolláros éves fizetésről, és egy dolláros jelképes fizetésért végezte a munkáját.
Az 1962-es időközi választáson elnyerte a szenátori mandátumot. Ezt követően nyolcszor választották újjá, legutoljára 2006-ban.
Az 1960-as években két további bátyját is elveszítette: Johnt 1963-ban lőtte agyon egy merénylő, Robert pedig 1968-ban lett merénylet áldozata egy választási gyűlésen.
Kezdetben Kennedy politikai karrierje gyorsan ívelt felfelé. 1969-ben az akkor többségben lévő Demokrata párti szenátusi frakció helyettes vezetője (majority whip) lett, és úgy tűnt, sikerrel indulhatna Nixon elnök ellenfeleként az 1972-es elnökválasztáson. 1969. július 18-án éjjel azonban autóbalesetet okozott: a Boston közelében fekvő Chappaquiddick szigeten lehajtott egy alacsony, korlát nélküli hídról és autójával a vízbe esett. Kennedy kiúszott és elhagyta a helyszínt; utasa, a 28 éves Mary Jo Kopechne azonban a vízbe fulladt. A baleset után felmerült a kérdés, hogy az akkor már házas, három gyermekes szenátor kocsijában miért utazott éjjel egy fiatal nő, de mind Kennedy, mind a Kopechne család cáfolta, hogy az autó két utasa között bármilyen erkölcstelen kapcsolat lett volna. Edward Kennedyt végül csak a baleset helyszínének elhagyásáért marasztalták el, de a botrány derékba törte elnöki ambícióit. Bár 1970 őszén újra szenátorrá választották, nem ő lett a demokraták elnökjelöltje, és Nixont végül nagy többséggel újraválasztották.
1994-ben ő volt az első szenátor, akinek internetes honlapja volt.

## Házasság, gyermekek

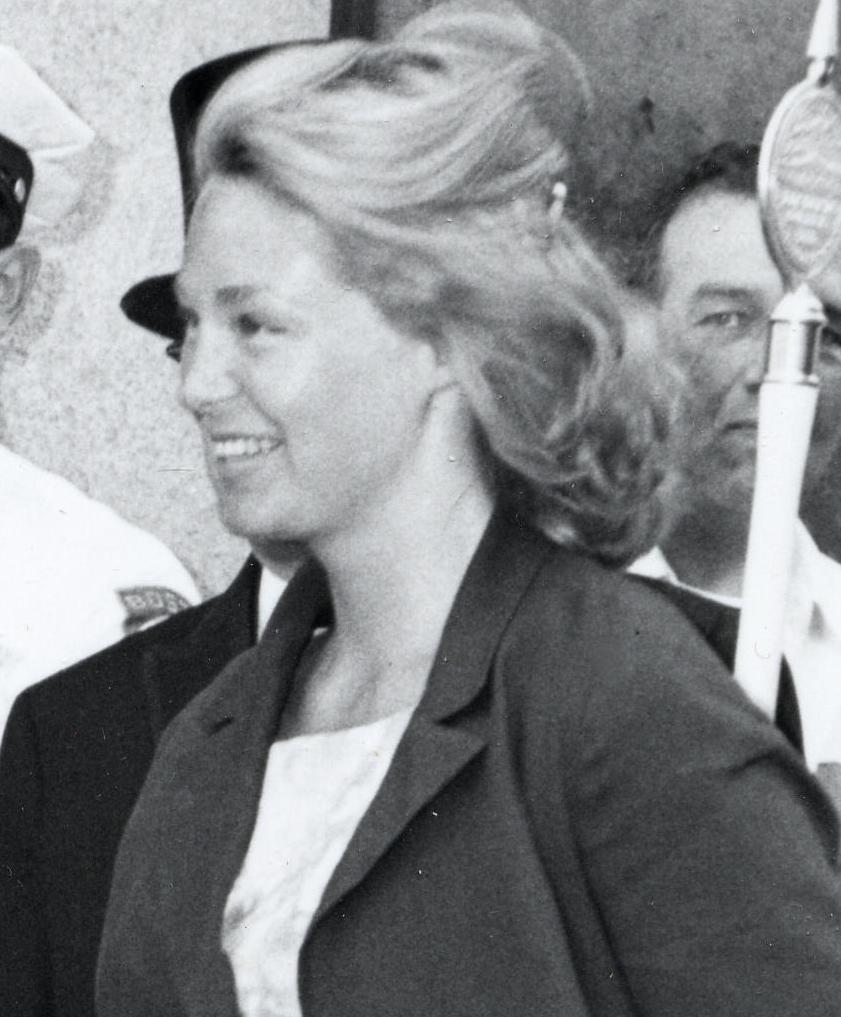
Joan Bennett Kennedy az 1960-as években

Ted Kennedy 1958-ban feleségül vette a nála négy évvel fiatabb Joan Bennettet, akivel az előző évben ismerkedett meg. A házaspárnak négy gyermeke született: Kara 1960-ban, Edward 1961-ben, egy halvaszületett gyermek 1964-ben és Patrick 1967-ben. Két további terhesség vetéléssel végződött; a második nem sokkal azután, hogy a terhes Joan Bennett Kennedy, akinek korábbi vetélése miatt ágynyugalmat javasolt az orvosa, férje oldalán részt vett Mary Jo Kopechne temetésén és Edward Kennedy bírósági tárgyalásán. Az asszony az évek múlásával egyre súlyosabb alkoholizmusba fordult, többször letartóztatták ittas vezetésért is, és egy alkalommal alkoholelvonó kúrára is kötelezte a bíróság. Joan és Edward Kennedy házassága idővel megromlott, és 1982-ben, huszonnégy év után, válással végződött.

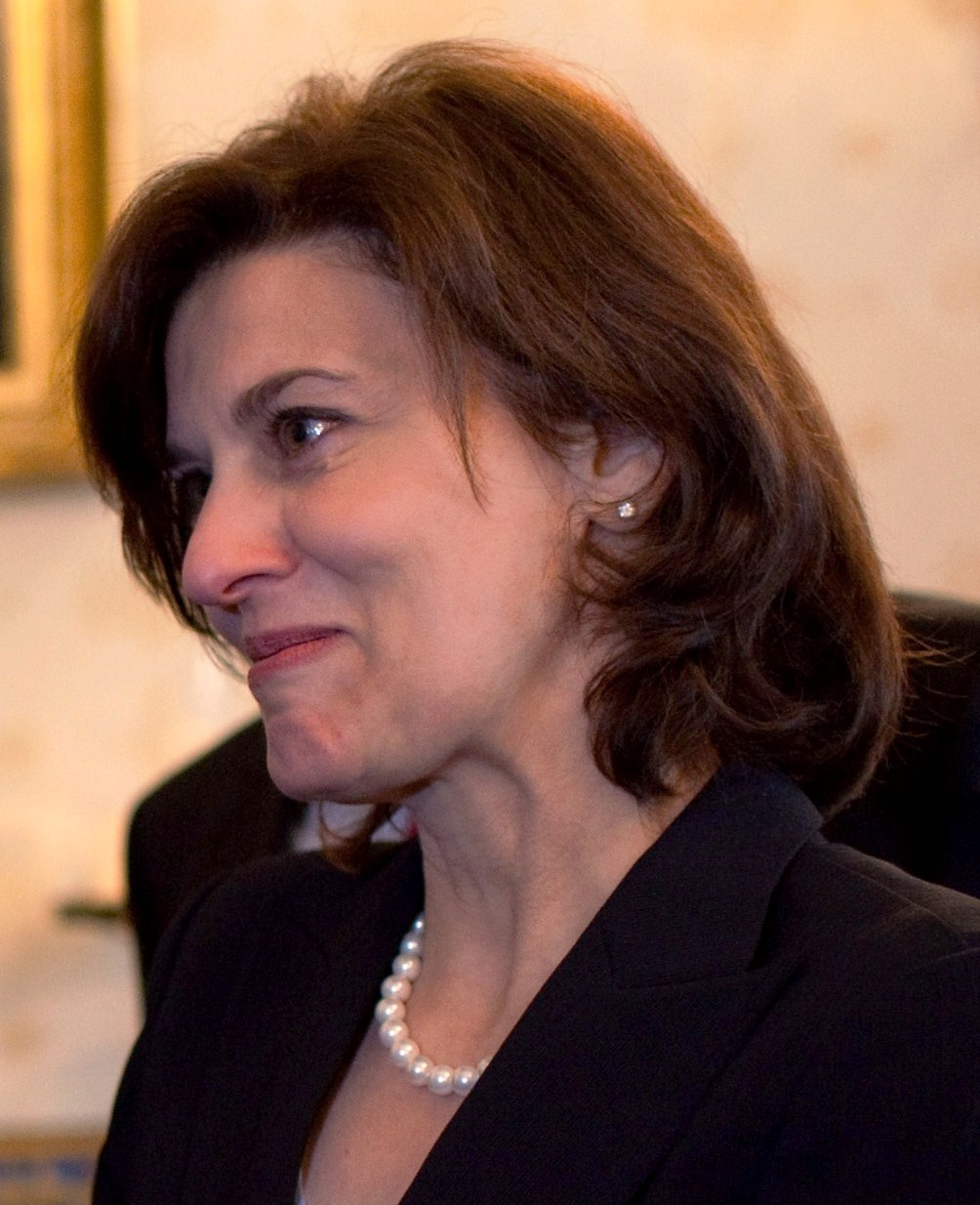
Victoria Reggie Kennedy 2010-ben

1992-ben, tíz évvel a válás után a hatvan éves Edward Kennedy ismét megházasodott. Második felesége a házasságkötés idején 38 éves, kétgyermekes, elvált Victoria Reggie jogász volt, akinek apja, Edmund Reggie louisianai bíró a Kennedy család régi barátja, John Kennedy elnöki ambícióinak korai támogatója volt. A családtagok és barátok elmondása szerint a második házasság nyugalmat és pozitív fordulatot hozott Edward Kennedy életébe. Vicki Reggie Kennedy nem csak felesége, de bizalmas tanácsadója is lett a férjének. A házasság, amelyből gyermek nem született, 17 évig, a szenátor haláláig tartott.
Kara Kennedy filmes karriert futott be, de 2011-ben, 51 évesen szívroham végzett vele. Az ifjabb Edward Kennedynek 12 éves korában csontrák miatt amputálni kellett az egyik lábát. Felnőve jogi pályára lépett. 2015 és 2019 között a connecticuti törvényhozásban volt állami szenátor. Patrick Kennedy 16 éven keresztül a szövetségi kongresszus alsóházában képviselte Rhode Island államot. Apja halála után visszavonult a politikától és mentálhigiénés kérdésekkel foglalkozik.

## Halála

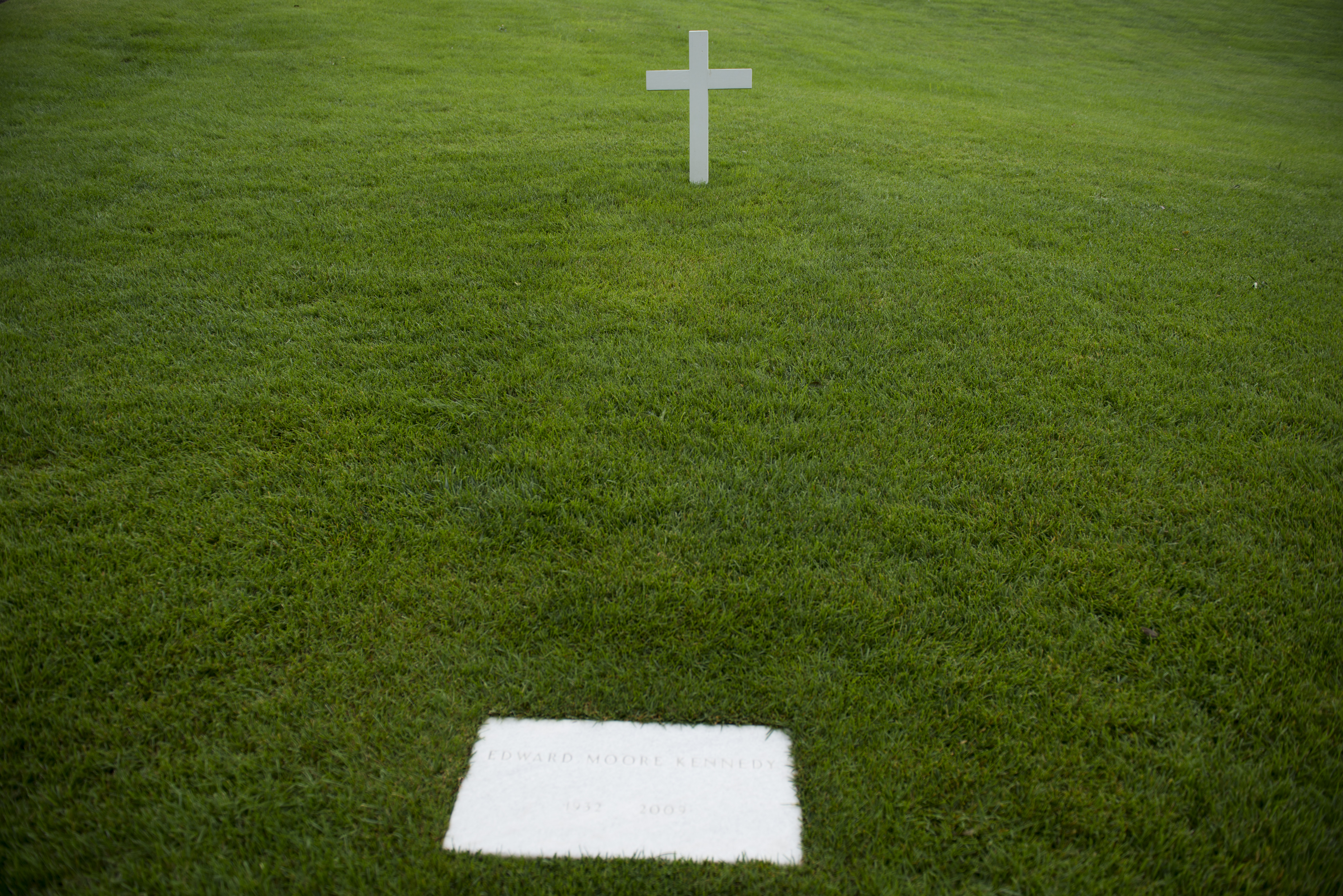
Ted Kennedy sírja az Arlingtoni Nemzeti Temetőben

2008 májusában rosszindulatú agydaganatot találtak nála. Ezt követően már ritkán jelent meg a szenátusban, de támogatta Barack Obama elnökválasztási kampányát. 2009. január 20-án részt vett Obama beiktatásán, de a ceremónia utáni ebéden rosszul lett és összeesett. 2009. augusztus 25-én, 77 évesen halt meg otthonában, a massachusettsi Hyannis Portban. Két héttel élte túl nővérét, Eunice-t, akinek a temetésére már nem ment el.
Edward Kennedyt Az Arlingtoni Nemzeti Temetőben helyezték végső nyugalomra, bátyjai, John és Robert mellé. (A közelben sírkő emlékezik meg a negyedik fivérről, Josephről, akinek földi maradványai megsemmisültek, amikor repülőgépe a második világháborúban felrobbant.) A gyászszertartáson megjelent Jack Nicholson színművész, és jelen volt az Egyesült Államok két korábbi elnöke, Bill Clinton és George W. Bush is. Az akkor hivatalban lévő Barack Obama elnök mondott méltató beszédet.

## Utódlás

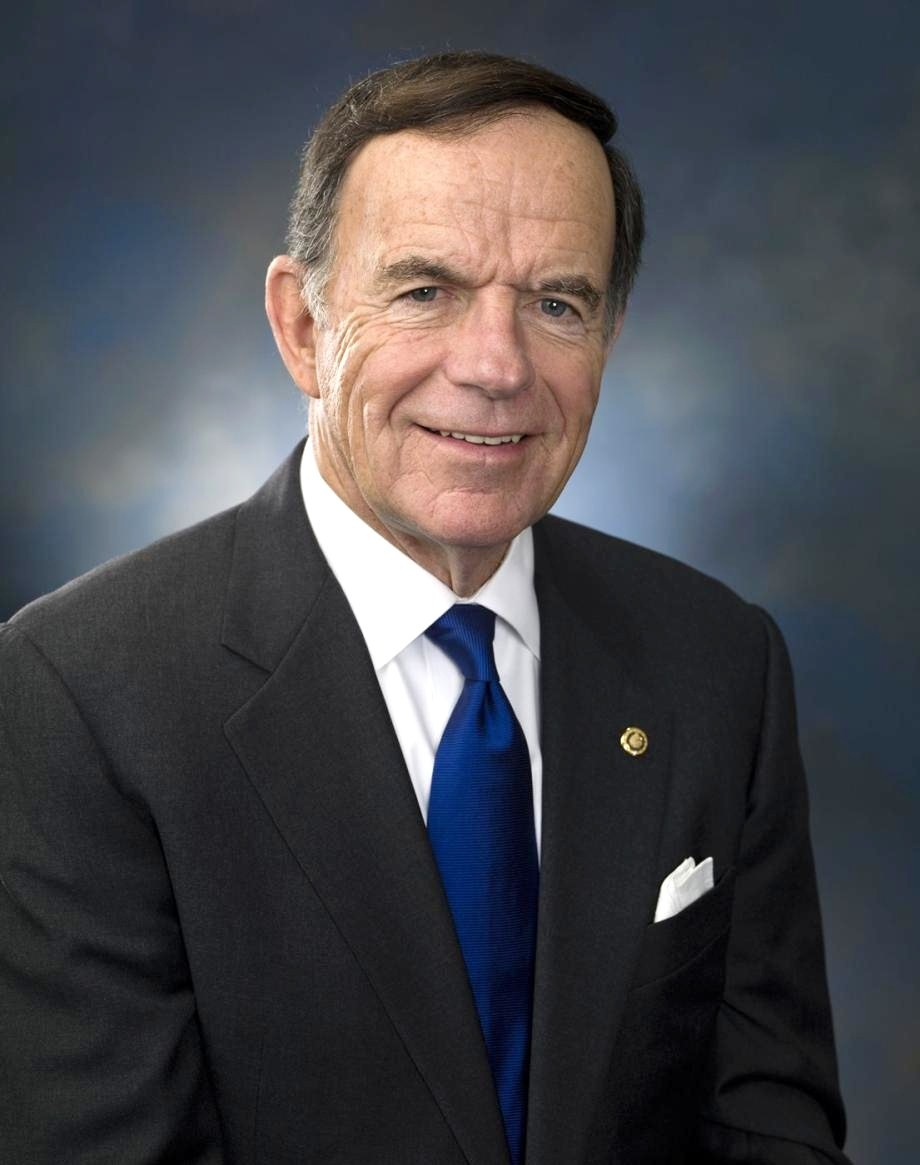
Paul G. Kirk

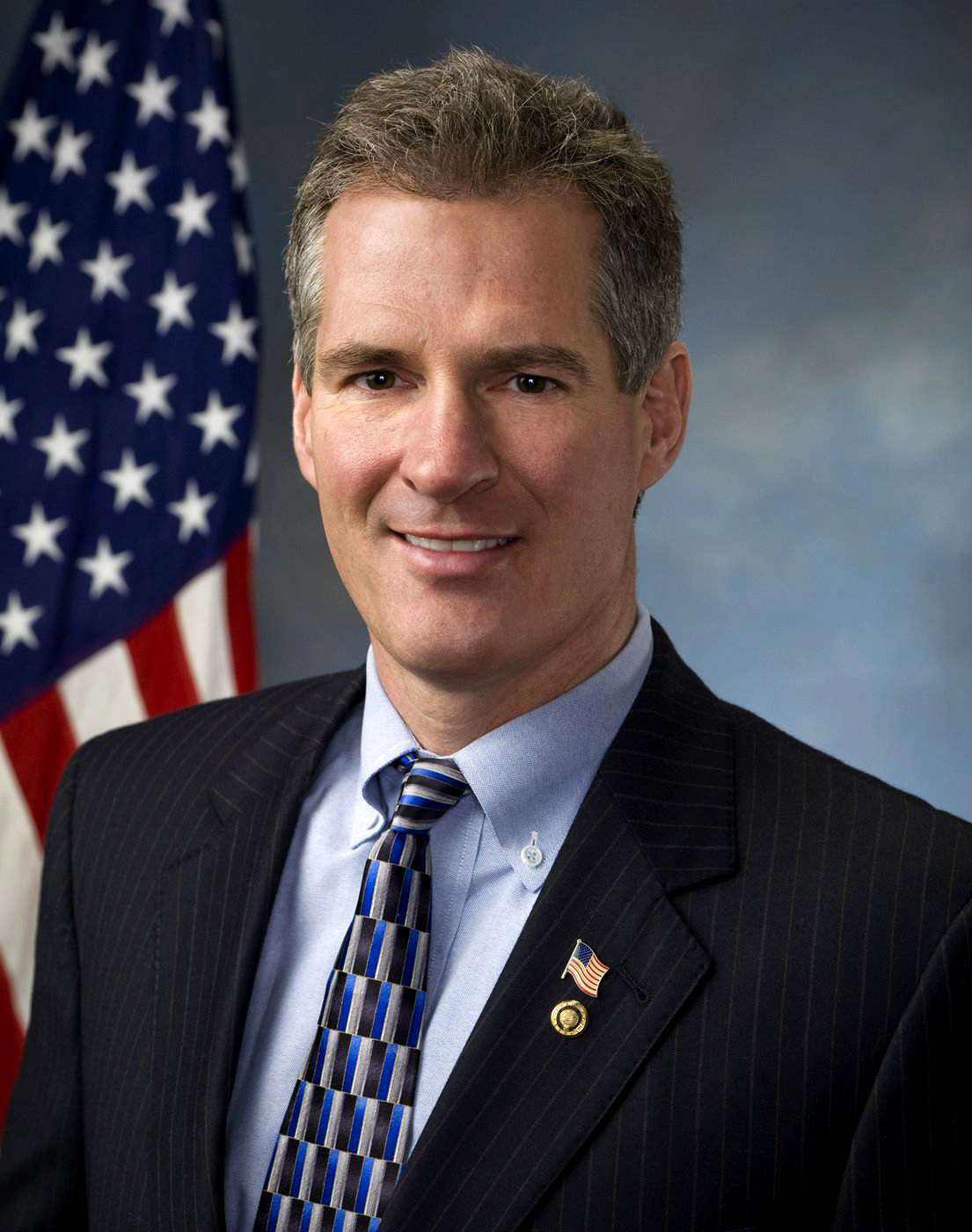
Scott Brown

Halála előtt Kennedy levelet írt Deval Patrick massachusettsi kormányzónak, valamint az állami törvényhozás vezetőinek, amelyben arra kérte őket, változtassák meg a törvényt, amely azt szabályozza, hogy egy szenátor halála vagy kényszerű lemondása esetén ki képviseli az államot a szenátusban. Massachusettsben egészen 2004-ig – az államok többségéhez hasonlóan – az volt a szabály, hogy ha valamelyik szenátori hely idő előtt megüresedik, akkor a kormányzó nevezi ki az új szenátort, aki addig is képviseli az államot, amíg a következő törvényhozási választás keretében új szenátort nem választanak. 2004-ben azonban John Kerry demokrata szenátor indult az elnökválasztáson, és félő volt, hogy ha győz és lemond, az akkor hivatalban lévő republikánus Mitt Romney saját pártjához tartozó szenátort nevez ki a helyére. Ezért – részben Kennedy javaslatára – megváltoztatták az utódlási törvényt, amely ezután kimondta, hogy a szenátori hely megüresedése után öt hónapon belül időközi választást kell tartani, a kormányzó pedig nem nevezhet ki ideiglenes szenátort. 2009-re azonban a politikai helyzet megváltozott: a kormányzó demokrata párti volt, a washingtoni szenátusban viszont Obama elnök pártjának csak egy szavazatnyi többsége volt, miközben a demokraták az elnök nagy horderejű egészségügy-finanszírozási törvénytervezetét próbálták elfogadtatni. A demokratáknak – és személy szerint Kennedynek, az egészségügyi reform fő támogatójának – ezért politikailag különösen fontos volt, hogy a szenátor halála vagy lemondása esetén nagyon hamar elfoglalja helyét az utódja.
A massachusettsi törvényhozás végül 2009. szeptember 23-án, Kennedy halála után egy hónappal, valóban megváltoztatta a törvényt. Patrick kormányzó másnap – részben az elhunyt szenátor két fiának tanácsára – Kennedy régi, bizalmas munkatársát, Paul G. Kirköt nevezte ki szenátorrá. Kirk 2010. február 10-ig töltötte be posztját, amikor aztán az időközi választáson győztes (republikánus) Scott Brown lett a szenátor.